# Container pattern
Il Container Pattern (anche detto Containment Pattern) è un modello specifico della programmazione ad oggetti che permette in certi casi una migliore gestione dell'incapsulamento. Più che un costrutto, come ogni Design pattern il Container è una buona pratica da seguire per scrivere codice più intelligente e soprattutto sicuro. È stato definito per la prima volta dalla GoF (Gang of Four) nel libro "Design Patterns: Elements of Reusable Object Oriented Software".

## Funzionamento e Utilizzo
Il modello proposto risolve il problema del "cracking" (della rottura) dell'Incapsulamento in situazioni di Ereditarietà fra Classi. L'ereditarietà è un principio molto potente della programmazione ad oggetti, che però se mal utilizzato genera perdite in fatto di sicurezza. In particolare, si consideri il caso in cui si vogliano estendere le funzionalità di una classe che implementa alcuni Metodi. Se volessimo creare un nuovo oggetto che, oltre ad implementare tutti i metodi della classe di partenza, modificasse in minima parte uno tra tali metodi, cioè volesse aggiungere alcuni passaggi precedenti o successivi all'algoritmo di base, la pratica consueta sarebbe quella di derivare dalla classe madre una nuova classe, dichiarando virtual il metodo della classe base e sovrascrivere il metodo( Override ) nella nuova. Questo però non è certo il modo più corretto per risolvere tale problema, poiché lascia libertà a chiunque utilizzi la classe madre di sovrascrivere il metodo virtual indiscriminatamente. Neanche ricorrere all'hiding con l'utilizzo della keyword new risolve la situazione, infatti non si rispetterebbero più i buoni principi dell'ereditarietà. Allora la risposta viene dal Container Pattern, che consiste nel creare una nuova classe nella quale sarà assegnato un oggetto della nostra classe di partenza come campo della classe, e successivamente la nuova classe creata implementerà un metodo nel quale inseriremo i nuovi passi dell'algoritmo, oltre ad una chiamata all'algoritmo di base tramite l'istanza della classe madre. Per maggiore chiarezza, si faccia riferimento all'esempio proposto.

## Esempio
Nell'esempio proposto, scritto in C#, si vuole estendere il metodo drinkSomething della classe Guy. Qui di seguito è mostrata la soluzione con l'uso di una classe derivata.
```
class
 
Guy

    
{

        
//Campi della classe e costruttore

        
//...

        
//Metodo dichiarato virtual

        
public
 
virtual
 
void
 
drinkSomething
()

        
{

            
//algoritmo base

            
Console
.
WriteLine
(
"I really like it! Thank you!"
);

        
}

        
//...

    
}

    
//Pratica consueta: ereditarietà

    
//Derivo dalla classe Guy

class
 
Gentleman
 
:
 
Guy

    
{

        
//Chiamata al costruttore (base)

        
//...

        
public
 
override
 
void
 
drinkSomething
()

        
{

            
//chiamata al metodo della classe madre

            
//algoritmo base

            
base
.
drinkSomething
();

            
//aggiunta

            
Console
.
WriteLine
(
"Would you like some?"
);

        
}

        
//...

    
}

```

Questa invece è la risoluzione del problema con l'uso del Container Pattern. È sottinteso che il metodo drinkSomething non sia più dichiarato virtual.
```
class
 
Gentleman

    
{

        
//Chiamata al costruttore (base)

        
//Campo della classe Gentleman:

        
//istanza della classe Guy

        
Guy
 
johnny
 
=
 
new
 
Guy
();

        
//...

        
public
 
void
 
drinkSomething
()

        
{

            
//chiamata al metodo della classe madre

            
//algoritmo base

            
johnny
.
drinkSomething
();

            
//aggiunta

            
Console
.
WriteLine
(
"Would you like some?"
);

        
}

        
//...

    
}

```